# Livio Franceschini
Livio Franceschini (Trieste, 14 aprile 1913 – Trieste, 20 novembre 1975) è stato un cestista e pittore italiano.

## Carriera

### Club
Ha giocato con la Ginnastica Triestina, vincendo tre campionati italiani tra il 1932 e il 1939-40, e con la Ginnastica Roma, con cui ha vinto il titolo 1935.

### Nazionale
Ha esordito in Nazionale a Ginevra il 2 maggio 1935, in Italia-Bulgaria 42-23, e ha totalizzato 16 presenze e 170 punti.

In maglia azzurra ha disputato il Europeo 1935 (miglior marcatore del torneo), le Olimpiadi 1936 e l'Europeo 1937, dove ha vinto la Medaglia d'Argento.

## Carriera artistica
Dopo la guerra, durante la quale partecipò alla difesa di Roma , tornò a Trieste e iniziò la carriera artistica dedicandosi alla pittura, soprattutto ad acquerello.

## Palmarès
- Campionato italiano: 4

Ginnastica Triestina: 1932, 1934, 1939-1940
Ginnastica Roma: 1935